# Patrik Dufwa
Johan Ola Patrik Dufwa, född den 9 april 1969 i Karlskrona, är en svensk regissör och skådespelare.
Dufwa är främst en autodidakt regissör som gjort allt ifrån såpoperan Vita lögner till reklamfilm och fri gruppteater. Han är utbildad bland annat vid Dramacenter, Göteborgs universitet och även varit privatelev hos den kontroversielle chilenske filmaren Jose "Pepe" Segura.